# Aumeister

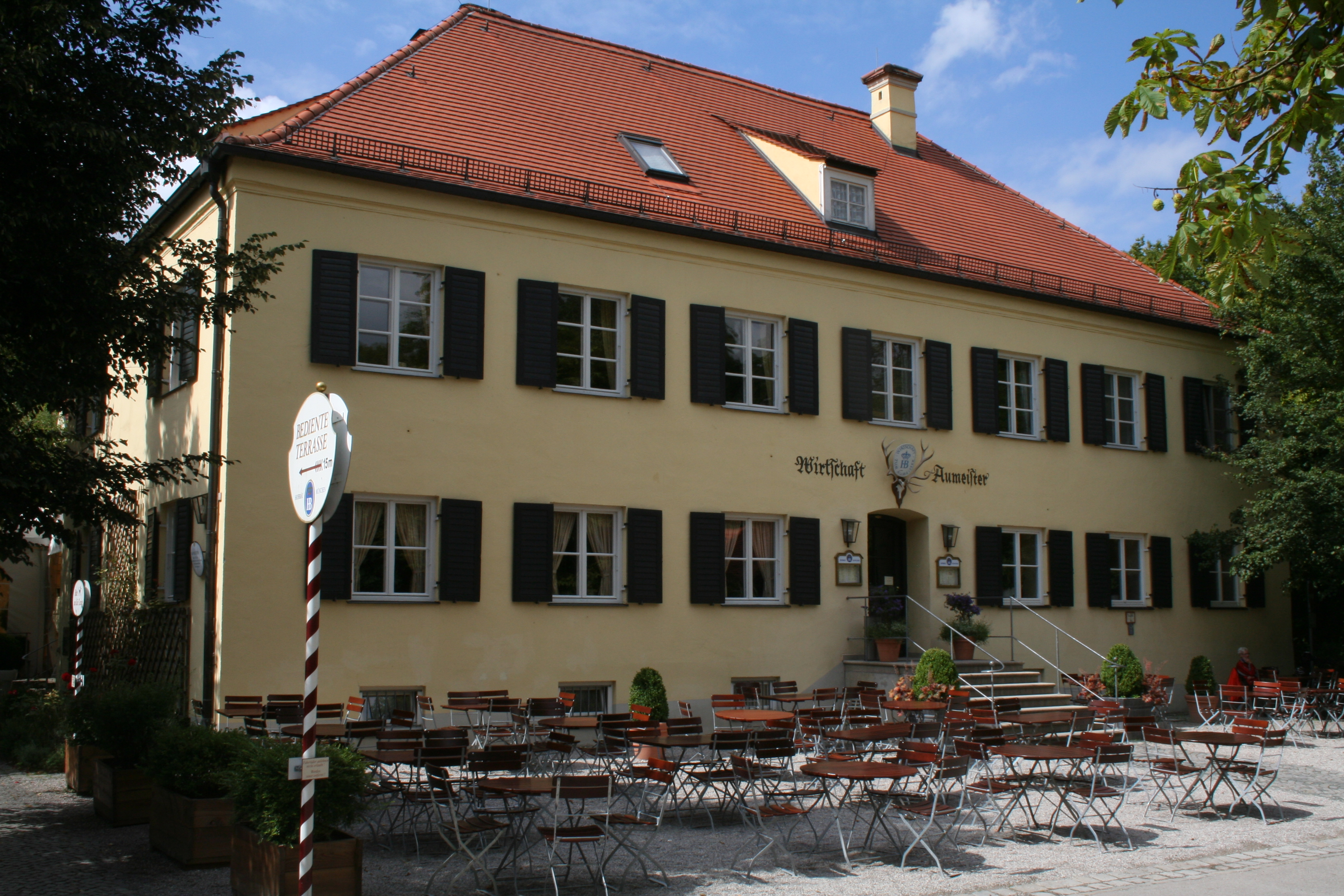
Quán ăn „Zum Aumeister"

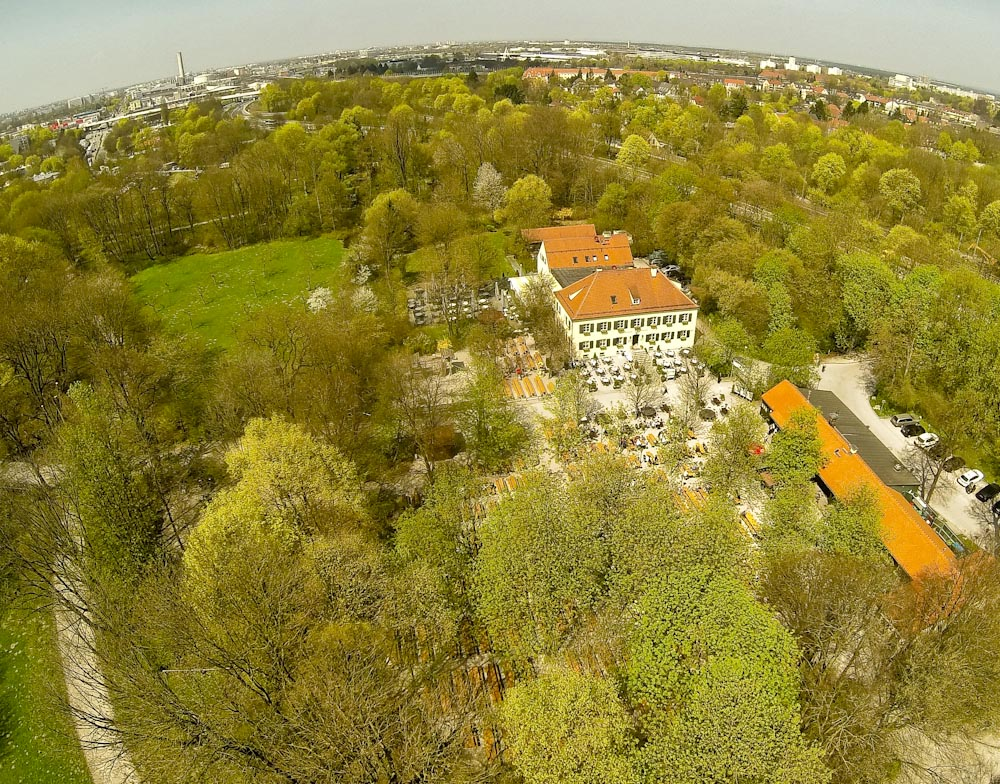
Vườn bia Aumeister nhìn từ trên không

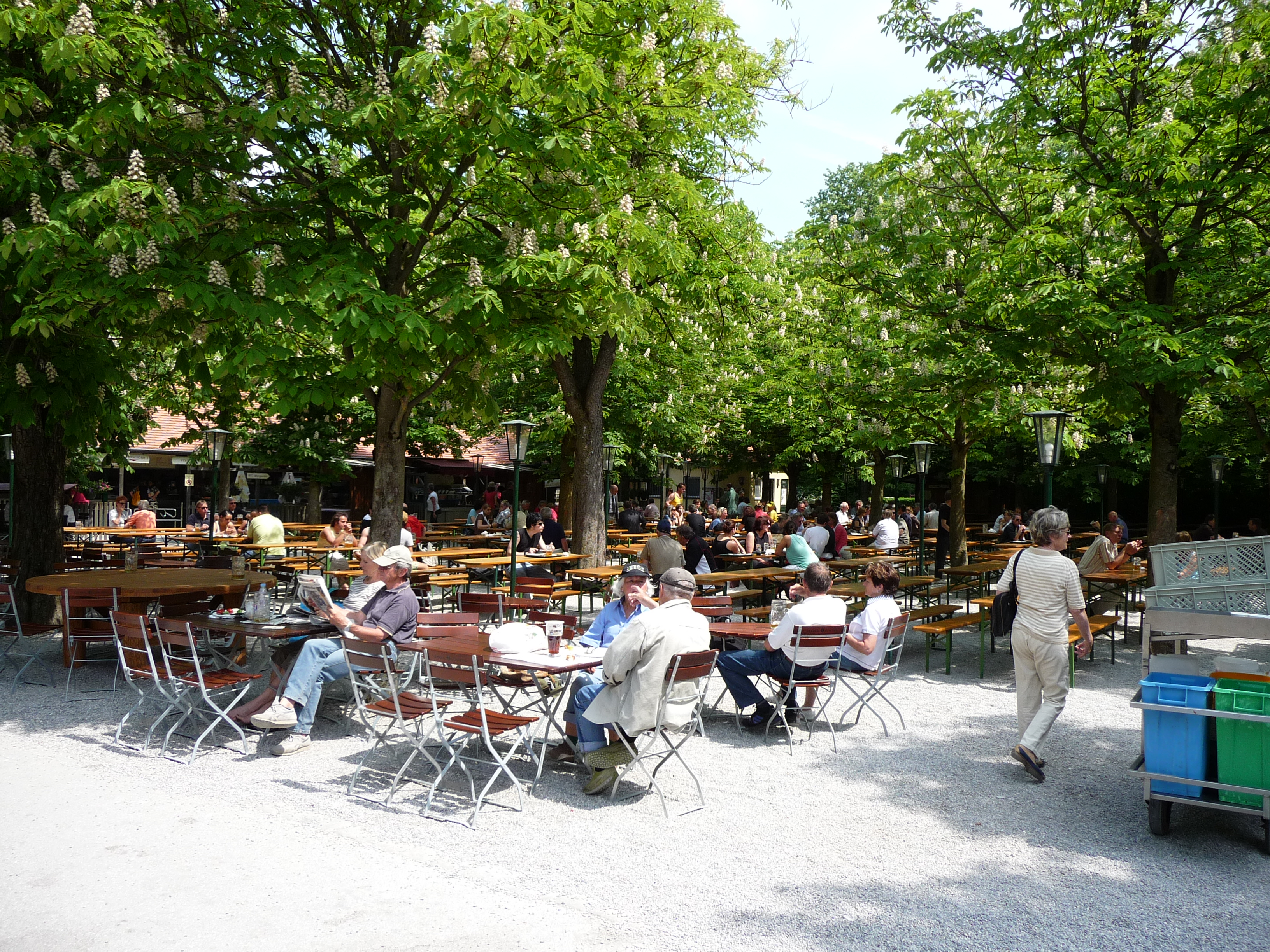
Biergarten

Aumeister là một quán ăn tại München có vườn bia và nằm đầu phía Bắc của  Vườn Anh.

## Lịch sử
Sau khi Vườn Anh được hoàn thành, nhà của người quản lý săn bắn tại Lehel được chuyển tới đây.  Ngôi nhà này được liệt vào di tích lịch sử. Bổn phận của người quản lý rừng, không chỉ trông coi và bảo vệ thú rừng, mà còn phải đãi ăn cho các khách tham gia các cuộc săn bắn của hoàng gia. Từ đó phát triển dần dần ra thành một quán ăn với vườn bia như ngày nay, mà rất được ưa chuộng.  Từ năm 1818 Aumeister trở thành một phần của xã Schwabing, mà sau đó được phong là một thành phố, rồi vào ngày 20 tháng 11 năm 1890 Schwabing được nhập vào München.

## Vị trí
Aumeister nằm ở khu Hirschau phía đông của khu cư trú cho sinh viên Freimann và nằm ngay phía Nam của vòng đai Föhring.